# 1230 Райсія
1230 Райсія (1230 Riceia) — астероїд головного поясу, відкритий 9 жовтня 1931 року.
Тіссеранів параметр щодо Юпітера — 3,383.